# Athyrium fallaciosum
Athyrium fallaciosum là một loài thực vật có mạch trong họ Woodsiaceae. Loài này được Milde miêu tả khoa học đầu tiên năm 1867.